# Svilengrad

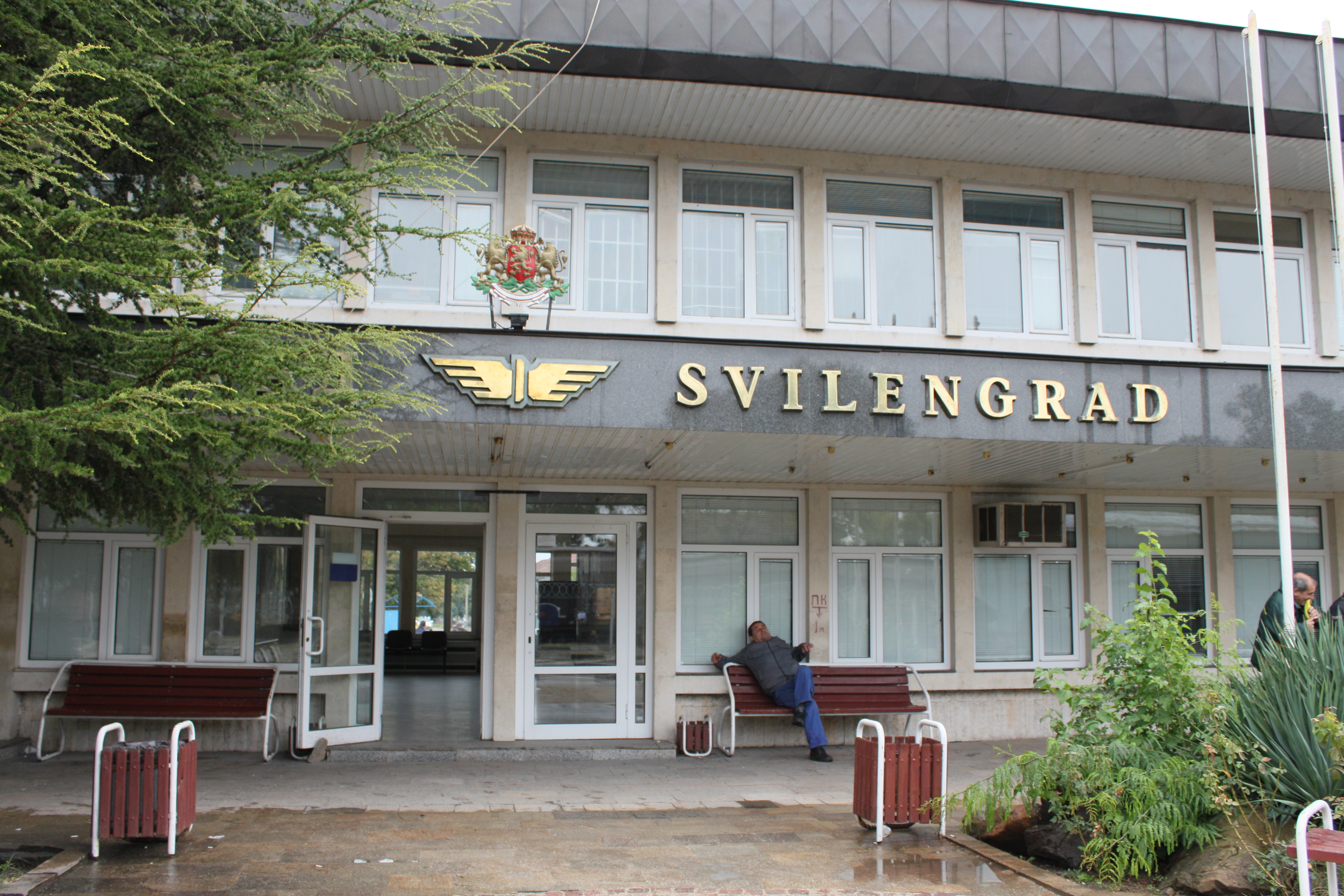
Svilengrads järnvägsstation

Svilengrad (bulgariska: Свиленград, turkiska: Cisri Mustafapaşa) är en ort i Bulgarien. Den ligger i kommunen Obsjtina Svilengrad och regionen Chaskovo, i den sydöstra delen av landet, 260 km öster om huvudstaden Sofia. Svilengrad ligger 58 meter över havet och antalet invånare är 19 279.
Terrängen runt Svilengrad är huvudsakligen platt, men åt sydväst är den kuperad. Svilengrad ligger nere i en dal. Svilengrad är det största samhället i trakten.
Trakten runt Svilengrad består till största delen av jordbruksmark. Runt Svilengrad är det ganska glesbefolkat, med 30 invånare per kvadratkilometer.